# Томе Груевски
Томе Груевски (на македонска литературна норма: Томе Груевски) е учен от Северна Македония, специалист по медии, преподавател в Скопския университет.

## Биография
Роден е в 1949 година в битолското село Смилево. Завършва основно образование в Смилево, гимназия в Битоля, и Филологическия факултет на Скопския университет. Защитава докторат по комуникационни науки. Работи в Радио Битоля и в „Битолски вестник“, „Наш свет“ и „Млад борец“ в Скопие. Пише есета и научни трудове в областта на новинарството. Носител е на първата награда „Мито Хадживасилев - Ясмин“ в 1983 година, „Новинарско перо“ в 1986 година, наградата „4-ти ноември“ на град Битоля и други.